# هند خوری
هند خوری (عربی: هند خوري؛ زادهٔ ۱۲ ژوئن ۱۹۵۳) اقتصاددان، و سیاست‌مدار اهل فلسطین است. از مارس ۲۰۰۶ تا ماه مه ۲۰۱۰ نماینده فلسطین در فرانسه بود. در فوریه ۲۰۰۵ نیز در اولین دولتی که محمود عباس رئیس حکومت خودگردان فلسطین تشکیل داده بود بعنوان وزیر امور داخلی قدس تعیین شد. محمود عباس در ژوئن ۲۰۱۰ وی را با نماینده فلسطین در آلمان بنام هایل الفاهوم جابجا نمود.